# Processus ponctuel déterminantal
Un processus ponctuel déterminantal est un processus ponctuel dont les fonctions de corrélation s'écrivent sous forme d'un déterminant d'une fonction appelé noyau. Ces processus apparaissent  en matrices aléatoires, combinatoires, physique mathématique et apprentissage automatique. Ces processus ont été introduits par Odile Macchi pour modéliser les fermions.

## Définition
Soit {\displaystyle \mathbb {X} } un espace polonais et {\displaystyle \nu } une mesure de Radon. Un processus ponctuel simple  {\displaystyle X} est dit déterminantal s'il existe une fonction mesurable {\displaystyle K:\mathbb {X} ^{2}\to \mathbb {C} } tels que, pour tout entier non nul {\displaystyle k}, pour toute fonction mesurable {\displaystyle {\ce {f:\mathbb {X} ^{k}\to \mathbb {C} }}} continue à support compact
{\displaystyle \mathbb {E} \left(\sum _{\overset {x_{1},x_{2},\dots ,x_{k}\in X}{x_{i}\neq x_{j}}}f(x_{1},\dots ,x_{k})\right)=\int _{\mathbb {X} ^{k}}f(x_{1},\dots ,x_{k})det([K(x_{i},x_{j})]_{1\leq i,j\leq k})d\nu ^{k}(x_{1},x_{2},\dots ,x_{k})}
On définit la fonction de corrélation  {\displaystyle \rho _{k}} par:
{\displaystyle \rho _{k}=det([K(x_{i},x_{j})]_{1\leq i,j\leq k}).}

## Propriétés

### Existence
Les deux conditions suivantes sont nécessaires et suffisantes pour l'existence d'un processus ponctuel déterminantal :
- Symetrie de {\displaystyle \rho _{k}}:Il faut que {\displaystyle \rho _{k}}soit stable sous le groupe  symetrique  {\displaystyle {\mathfrak {S}}_{k}}:

{\displaystyle \quad \quad \rho _{k}(x_{\sigma (1)},\ldots ,x_{\sigma (k)})=\rho _{k}(x_{1},\ldots ,x_{k}),\quad \forall \sigma \in {\mathfrak {S}}_{k}.}
- Positivité : Pour tout entier N et toute famille de fonctions mesurables, bornées et à support compact

{\displaystyle \quad \quad \quad \rho :\mathbb {X} ^{k}\longrightarrow \mathbb {R} }, {\displaystyle k=1,...,N},
on a, si
{\displaystyle \quad \quad \quad \varphi _{0}+\sum _{k=1}^{N}\sum _{i_{1}\neq \cdots \neq i_{k}}\varphi _{k}(x_{i_{1}}\ldots x_{i_{k}})\geq 0,}
alors,
{\displaystyle \quad \quad \quad \varphi _{0}+\sum _{i=1}^{N}\int _{\mathbb {X} ^{k}}\varphi _{k}(x_{1},\ldots ,x_{k})\rho _{k}(x_{1},\ldots ,x_{k})\,{\textrm {d}}x_{1}\cdots {\textrm {d}}x_{k}\geq 0.}

### Unicité
Une condition suffisante pour l'unicité d'un  processus ponctuel déterminantal de fonction de corrélation {\displaystyle \rho _{k}}est la suivante:
{\displaystyle \quad \quad \sum _{k=0}^{\infty }\left({\frac {1}{k!}}\int _{A^{k}}\rho _{k}(x_{1},\ldots ,x_{k})\,{\textrm {d}}x_{1}\cdots {\textrm {d}}x_{k}\right)^{-{\frac {1}{k}}}=+\infty },
pour toute partie borélienne bornée {\displaystyle A} dans {\displaystyle \mathbb {X} }.

## Exemples

### Matrices aléatoires[4]
Dans plusieurs modèles de matrices aléatoires (GUE, CUE, LUE, Ginibre), les valeurs propres forment un processus ponctuel déterminantal à valeurs complexes (ou réelles). Par exemple, les valeurs propres du GUE (ensemble unitaire gaussien) forment, pour la mesure de Lebesgue sur {\displaystyle \mathbb {R} }, un processus ponctuel déterminantal de noyau 
{\displaystyle \qquad K_{n}(x,y)=\sum _{k=0}^{n-1}h_{k}(x)h_{k}(y)}, 
où la famille des {\displaystyle h_{k}} sont les polynômes d'Hermite normalisées. En particulier, {\displaystyle h_{k}} est un polynôme de degré {\displaystyle k} et {\displaystyle \langle h_{l},h_{k}\rangle =\delta _{l,k}}. 
Soient {\displaystyle \lambda _{1},...,\lambda _{n}} les valeurs propres de CUE (circular unitary ensemble), alors {\displaystyle \lambda _{j}=\mathrm {e} ^{\mathrm {i} \theta _{j}}}, pour tout {\displaystyle j=1,\ldots ,n}, {\displaystyle \theta _{j}\in [0,2\pi {\mathclose {[}}}. Le processus ponctuel associé à {\displaystyle \{\theta _{1},\ldots ,\theta _{n}\}} est déterminantal, pour la mesure de référence {\displaystyle (2\pi )^{-1}\mathbb {1} _{[0,2\pi ]}(\theta ){\textrm {d}}{\mathit {\theta }}} sur {\displaystyle \mathbb {X} =[0,2\pi ],} de noyau 
{\displaystyle \qquad K_{n}(\theta ,\eta )=\sum _{j=1}^{n}\mathrm {e} ^{\mathrm {i} k(\theta -\eta )}}.

### Diagrammes de Young[7]
Les coordonnée de Frobenius modifiées d'un diagramme de Young aléatoire ayant comme loi la loi de Plancherel poissonisé forme un processus ponctuel déterminantal sur {\displaystyle \mathbb {Z} +{\frac {1}{2}}} pour la mesure de comptage avec un noyau de Bessel discret.    

### Processus des descentes[8]
Soit {\displaystyle \sigma \in {\mathfrak {S}}_{n}} une permutation et soit {\displaystyle D(\sigma )=\{1\leq i\leq n,\sigma (i+1)<\sigma (i)\}}. Lorsque  {\displaystyle \sigma } est aléatoire de loi uniforme, {\displaystyle D(\sigma )} vu comme un processus ponctuel sur l'ensemble des entiers naturels est déterminantal pour la mesure de comptage.
Le noyau vérifie l'équation : 
{\displaystyle K(i,j)={\frac {B_{j-i+1}}{(j-i+1)!}}.}Ici, les {\displaystyle B_{k}} sont les nombres de Bernoulli vérifiant
{\displaystyle {\frac {z}{1-e^{z}}}=\sum _{k\in \mathbb {Z} }{\frac {B_{k}}{k!}}z^{k}.}

### Processus de portée 1 stationnaires
Tout processus stationnaire sur l'ensemble des entier relatives de portée 1 est déterminantal pour la mesure de comptage. Le noyau vérifie {\displaystyle K(x,y)=k(y-x)}
avec {\displaystyle \sum _{i\in \mathbb {Z} }z^{i}k(i)={\frac {-1}{\sum _{i\geq 1}\mathbb {P} (\{1,\dots ,i\}\subset X)z^{i+1}}}.}